# ヨコハマ物語 (映画)
『ヨコハマ物語』（ヨコハマものがたり）は、2013年に上映された日本映画。横浜を舞台とする計6人による奇妙な共同生活を描くヒューマンドラマ。

## ストーリー
アマチュアバンドのマネージャーをしているが、貯金もなく家賃も滞納、食うにも困っている松浦七海（北乃きい）。一方、田辺良典（奥田瑛二）は定年退職の日に愛妻の薫（市毛良枝）を病気で亡くし、途方に暮れていた。とあることがきっかけで七海は、田辺と出会い、田辺の家で共同生活を始めることに。さらに、シングルマザーもこの共同生活に参加して…。

## キャスト
- 松浦七海：北乃きい
- 田辺良典：奥田瑛二
- 立原葵：佐伯めぐみ
- 上野麻子：菜葉菜
- 安西実咲：泉沙世子
- 田辺薫：市毛良枝
- 立原涼平：星流
- ライブハウス店長：テミヤン
- 小林課長：斎藤洋介
- 田辺裕也：久保田悠来
- 岡林直人：忍成修吾
- 藤村征一郎：ミッキー・カーチス
- 中澤佑二（横浜F・マリノス選手）（本人）

## スタッフ
- エグゼクティブ・プロデューサー：丸茂日穂
- プロデューサー：喜多一郎、浅野博貴、永田守
- 監督：喜多一郎
- 撮影監督：髙間賢治JSC
- 脚本：金杉弘子、喜多一郎
- ラインプロデューサー：半田 健
- 照明：上保正道
- 録音：加藤大和
- 編集：鈴木理
- 音楽：高山英丈
- 衣装：岡本佳子
- ヘアメイク：佐々木愛
- 助監督：片山慎三
- 制作担当：天野恵子

- 協力・協賛：横浜市ケーブルテレビ協議会／横浜ケーブルビジョン／横浜F・マリノス／Jリーグ／横浜国際総合競技場／日産自動車／レミントン／山田エスクロー信託／大正製薬／珍來／重慶飯店
- 宣伝協力：ニチホランド／太秦／曽我秀忠／関野祐智
- 撮影協力：横浜フィルムコミッション
- 制作協力：オフィスアッシュ／ブースタープロジェクト
- 制作プロダクション：オフィスキタ
- 製作委員会：オフィスキタ／TCエンタテインメント／キングレコード／tvk（テレビ神奈川）／プランダス

## 主題歌
「カス」泉沙世子 キングレコード